# Basil Feilding (6e comte de Denbigh)
Basil Feilding, 6e comte de Denbigh (3 janvier 1719 - 14 juillet 1800) est un comte anglais.

## Biographie
Il est le fils de William Feilding, 5e comte de Denbigh, et Isabella Haeck de Jong. Il épouse Mary Cotton, fille de John Cotton, 6e baronnet, et Jane Burdett, le 12 avril 1757. Leur fils est William Feilding, vicomte Feilding, père de William Feilding (7e comte de Denbigh). Il épouse en secondes noces Sarah Farnham, fille d'Edward Farnham, le 21 juillet 1783. Il obtint le titre de 6e comte de Denbigh le 2 août 1755. Il est gentilhomme de la chambre du Roi de 1765 à 1800.